# Harboviken
Ej att förväxla med Harboviken i Uppland, se Harboviks skeppsgård
Harboviken (estniska: Hara laht) är en vik utanför byn Harga (Hara) på Nuckö i nordvästra Estland. Den ligger i Nuckö kommun i Läänemaa. Den avgränsas i väster av udden Hara neem.  Den utgör den norra delen av det sund som förr skilde Nuckö från fastlandet. Sundet är idag igengrundat på grund av landhöjningen.